# Elena Ovčinnikova
Elena Valer'evna Ovčinnikova (in russo Елена Валерьевна Овчинникова?; Mosca, 17 luglio 1982) è una sincronetta russa.

## Palmarès

### Olimpiadi
- 1 medaglia:
  - 1 oro (Pechino 2008 a squadre)